# Домиција Лонгина
Домиција Лонгина (око 53 - између 126. и 140.) била је римска царица, односно супруга римског цара Домицијана.

## Биографија
Родила се као најмлађа ћерка бившег конзула и знаменитог војсковође Гнеја Домиција Корбулона. Њен отац и родбина су страдали у чисткама цара Нерона. Као млада девојка се удала за сенатора Луција Елија Плауција Ламију Елијана. Недуго након Године четири цара и доласка Веспазијана на престо, нови цар је намеравао свог најмлађег сина Домицијана оженити за Јулију Флавију, кћер свог најстаријег сина Тита. Међутим, у то време се Домицијан већ био заљубио у Домицију. Веспазијан је, дознавши за то, одлучио Домицијана оженити за Домицију, с обзиром да би родбинска веза са популарним херојем и мучеником Корбулоном ојачала легитимитет његове Флавијевске династије. Ламији је наређено да се разведе од Домиције која се године 71. венчала за Тита.
Брак између Домиције и Домицијана је, по античким изворима, углавном био срећан. Домиција је мужу родила сина, али је он умро као дете између 77. и 81. године. Истовремено су се Римом шириле гласине како се Тит налази у ванбрачној афери са Домицијом. Историчари, па чак и Светоније, су према томе скептични, иако је међу двојицом браће постојало непријатељство. Када је Тит постао цар, године 80. је бившег Домицијиног супруга Ламију поставио за суфет конзула.
Након што је 81. Домицијан проглашен царем, Домицији је дао титулу августа, а њеног преминулог сина деифицирао. Односи међу супружницима су, међутим, око године 83. дошли у кризу те је Домиција прогнана. Антички извори као разлог сугеришу њену аферу са глумцем по имену Парис. За време њеног изгнанства је Домицијан, према Светонију, имао аферу са нећаком Јулијом Флавијом која је умрла приликом неуспелог абортуса. Савремени историчари, пак, држе да је вероватнији разлог за изгнанство Домицијин неуспех да роди наследника.
У сваком случају, Домицијан је врло брзо - следеће године - одлучио вратити Домицију у Рим. Помирени супружници су отада имали складан и срећан брак, а своју љубав према супрузи је Домицијан потврдио наредивши погубљење сина Хелвидија Приска због шала на рачун царске раставе. Домиција је живела на царском двору и имала углавном церемонијалну улогу и пратила супруга на јавним догађајима. Флавије Јосип, пак, описује како му је дала низ поклона и награда.
Антички извори сугеришу да је Домиција учествовала у завери која је године 96. довела до убиства њеног мужа - било тако да је помогла завереницима, било да их је подстакла на атентат доставивши им списак водећих дворјана које је Домицијан намеравао ликвидирати. Модерни историчари, пак, у то не верују, с обзиром да је и након смрти остала верна мужу те деценијама касније пркосила сенатском указу о брисању мужа из историје, ословљавајући се као "Домиција, супруга Домицијана". Између 126. и 140. јој је саграђен храм у граду Габи, што се узима као вероватни временски распон у коме је умрла.